# Жерновное
Жерно́вное — село, центр Жерновского сельского поселения Долгоруковского района Липецкой области.

## География
Жерновное находится в центральной части района в 10 км к востоку от села Долгоруково.
Располагается на высоком левом берегу реки Сновы при впадении в неё ручья Жерновчика. На севере и юго-западе живописные запруды.
С юга к селу примыкают деревни Гринёвка и Вороновка.

## История
Известно с начала XVII века. Получило название по ручью Жерновчику. Ручей именуется так по добывавшемуся здесь камню, из которого делали жернова.
До второй половины XIX века Жерновное — казённое (государственное) село, которое населяли преимущественно крестьяне. Представителями других сословий были местные дворяне и мелкие купцы (родовое для дворянских семей Василенко, Гринёвых, Даниловых).
В начале XX века Жерновное крупное село с развитым сельскохозяйственным производством. В нём было несколько мельниц, как ветряных, так и водных, многочисленные сады и огороды, толчеи проса и пеньки. Как минимум до 1870-х годов работал винокуренный завод.

Первое упоминание церкви относится к 1705 году. Деревянный храм в 1886 году был заменён на каменный и освещён в честь Покрова Пресвятой Богородицы. В 1930-х годах был взорван. На сегодняшний день от приходского храма остался только лишь поросший травой фундамент. 

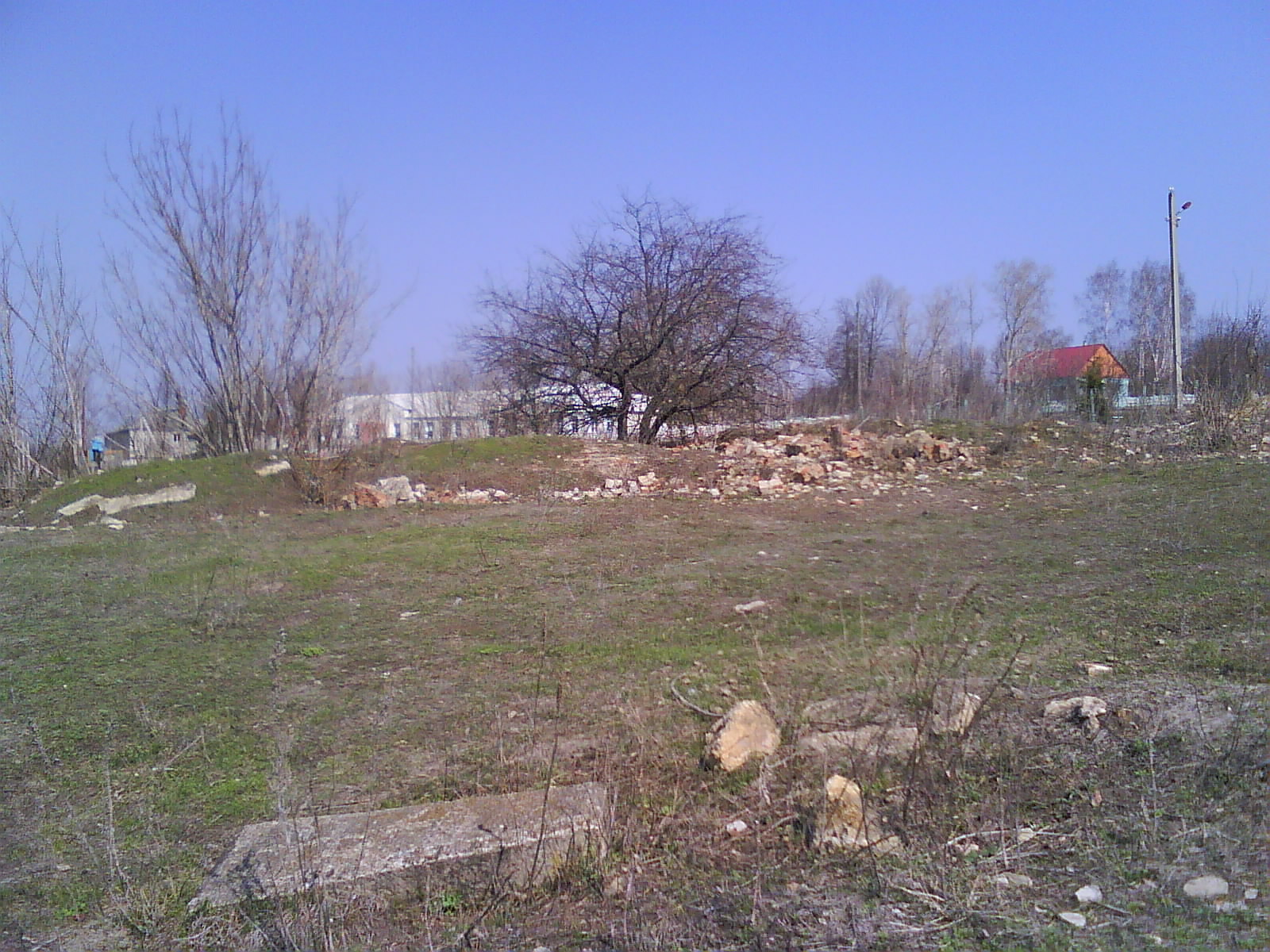
Фундамент бывшей Жерновской церкви и надгробные камни церковного кладбища

В 1876 году в селе открывается училище, а позднее земская школа, попечителями которой в разное время были местные дворяне.
На начало XX века в Жерновном действовало Учреждение мелкого кредита — кредитное товарищество.
До 1868 года село было центром Жерновской, затем относилось к Богато-Платовской, а позже к Сергеевской (Меньшой Колодезь) волости Елецкого уезда Орловской губернии.
В 1928 году Жерновное вошло в состав Долгоруковского района Елецкого округа Центрально-Чернозёмной области. После разделения ЦЧО в 1934 году Долгоруковский район, а вместе с ним и село, вошёл в состав Воронежской, в 1935 — Курской, а в 1939 году — Орловской области. После образования 6 января 1954 года Липецкой области Долгоруковский район включён в её состав. С 1932 года — центр сельсовета.
В годы Великой Отечественной войны близ села проходила линия фронта.
В 1944 году Государственный Комитет Обороны наградил Жерновскую МТС переходным Красным знаменем.

## Население
| 1866 | 1926  | 1932  | 1997 | 2010 |
| ---- | ----- | ----- | ---- | ---- |
| 2444 | ↘2218 | ↗2267 | ↘744 | ↘523 |

## Достопримечательности
Сад и развалины усадьбы имения семьи Василенко, родник и купель в соседней деревне Царёвка.
В центре села памятник жерновцам, погибшим в годы Великой Отечественной войны.

## Культура и образование
В Жерновном работает поселенческий центр культуры — сельский клуб, в котором также находится библиотека.
Образовательные учреждения: Жерновская средняя школа (с 2010 года филиал лицея села Долгоруково); детский сад; Филиал Долгоруковской Детской школы искусств им. С. Н. Василенко.

## Общественные учреждения
В селе работает отделение почтовой связи и сберегательного банка.
Участковый пункт полиции.

## Медицина
Фельдшерско-акушерский пункт.

## Сельское хозяйство
Предприятие ООО «Сельхозсодружество» специализируется на производстве сельскохозяйственной продукции.

## Транспорт
Через Жерновное проходит трасса, соединяющая Долгоруково с Задонском и Липецком. Грунтовыми дорогами соединено с деревнями Царёвкой, Гринёвкой, Вороновкой, Исаевкой, Озерки, Бурелом.
Через село ежедневно курсирует автобус по маршруту Долгоруково — Долгуша.

## Известные уроженцы
- Василенко Сергей Никифорович. Известный российский композитор, режиссёр, педагог, Народный артист РСФСР. Провёл юность в деревне Царёвка.
- Горшков, Иосиф Степанович (1896—1965) — советский учёный-генетик, селекционер-плодовод; доктор сельскохозяйственных наук (1956), профессор, член-корреспондент ВАСХНИЛ (1956). Специалист в области селекции плодовых, ягодных, декоративных, овощевых, бахчевых и других культур. Директор Центральной генетической лаборатории имени И. В. Мичурина в 1935—1965 годах.
- Филичева Валентина Григорьевна. Жительница села Жерновное. Одна из первых женщин в России, освоивших трактор К-700. Избиралась народным депутатом Верховного Совета РСФСР. Награждена тремя орденами.
- Шацких Павел Трефильевич. Поэт-самоучка. Родился и вырос в селе Жерновное. Большая часть стихов посвящена деревенской жизни («На пашне», «Горе сёл и деревень», «Родное»).